# Эд, Дайо
Дайо Эд (англ. Dayo Ade; род. 27 ноября 1972, Лагос, Нигерия) — канадский актер африканского происхождения, известный по ролям Дайнасти в сериале «Дерзкий Лос-Анжделес», Джулса в сериале «Стартап»  и Брайанта Томаса в сериале «Подростки с улицы Деграсси». Также, появлялся в таких сериалах как «Остаться в живых», «Клиника» и «Красавица и чудовище».

## Биография
Дайо Эд родился в Лагосе, Нигерия. Уже в раннем возрасте он заинтересовался миром кино, а поэтому, когда он вместе с семьей, будучи еще ребенком, переехал в Канаду, он еще сильней увлекся попытками стать актером. По его словам, он практиковал свой английский язык, смотря «Улицу Сезам», а благодаря своей матери, которая много работала, чтобы дать своему сыну возможность пробиться в кинобизнес, Дайо Эд в 1988 году получил роль подростка Брайанта Томаса в популярном сериале «Подростки с улицы Деграсси», которую он играл до 1991 года.

## Карьера
После окончания сериала, через некоторое время, Дайо Эд переехал в Калифорнию, в надежде попробовать себя в Голливуде. По словам актера, у него не было агента и ни одного прослушивания, а потому ролей у него долго не было, не смотря на успех с сериалом в Канаде. После гостевой роли в сериале «V.I.P.» с Памелой Андерсон, Дайо Эду удалось закрепиться в Голливуде.
После этого, Дайо Эд сыграл в таких популярных сериалах как «Клиника» и «Без следа». Также, он сыграл Джастина — Другого, в популярном сериале «Остаться в живых», в сериях «Что делает Кейт» и «Маяк». В 2012 году, Дайо Эд играл второстепенную роль в сериале «Дерзкий Лос-Анжделес». Помимо этого, у него были постоянные гостевые роли в сериалах «Работающие мамы» и «Боб любит Абишолу».

## Фильмография

### Роли в фильмах
| Год  | Название на русском                    | Оригинальное название | Роль                       |
| ---- | -------------------------------------- | --------------------- | -------------------------- |
| 1992 | Старшеклассники Деграсси: Прощай школа | School's Out!         | Брайант Лестер Томас       |
| 1995 | Каменные джунгли                       | Jungleground          | ковбой                     |
| 1998 | Моя собственная страна                 | My Own Country        | Джон Окри                  |
| 2006 | Толстушки                              | Phat Girlz            | Годвин                     |
| 2009 | Немыслимое                             | Unthinkable           | военный полицейский Уилсон |
| 2018 | Изабель                                | Isabelle              | отец Лопез                 |
| 2020 | Кошмарные игрушки                      | Toys of Horror        | Дэвид                      |

### Роли в сериалах
| Год       | Название на русском                 | Оригинальное название          | Роль                      | Примечание                                   |
| --------- | ----------------------------------- | ------------------------------ | ------------------------- | -------------------------------------------- |
| 1987—1991 | Подростки с улицы Деграсси          | Degrassi Junior High           | Брайант Лестер Томас      | Второстепенная роль с 2-го по 5-й сезон      |
| 1994—1999 | Строго на юг                        | Due South                      | Тревор                    | эпизод: White Man Cannot Jump to Conclusions |
| 1994—2009 | Скорая помощь                       | ER                             | Джеймс Роллинс            | эпизод: Officer Down                         |
| 1998—2002 | V.I.P.                              | V.I.P.                         | Б. Дж. Финли              | эпизод: Val on Fire                          |
| 1998—2006 | Зачарованные                        | Charmed                        | телохранитель             | эпизод: We Are Off to See the Wizard         |
| 2001—2010 | Клиника                             | Scrubs                         | мистер Хоуви              | эпизод: My Malpractical Decision             |
| 2001—2005 | Звездный путь: Энтерпрайз           | Enterprise                     | клингонский офицер        | эпизод: Borderland                           |
| 2001—2006 | Шпионка                             | Alias                          | менеджер банка            | эпизод: The Awful Truth                      |
| 2002—2009 | Без следа                           | Without a Trace                | Омар Банир                | эпизод: The Beginning                        |
| 2002—2008 | Щит                                 | The Shield                     | Лайонел                   | эпизод: Co-Pilot                             |
| 2003—2005 | Новая Жанна Д’ Арк                  | Joan of Arcadia                | Рубен                     | эпизод: Out of Sight                         |
| 2003—2008 | Лас Вегас                           | Las Vegas                      | Седрик «Каннибал» Барумба | эпизод: Blood and Sand                       |
| 2004—2013 | Место преступления Нью-Йорк         | CIS: NY                        | Деррик Джеймс             | 1 эпизод в 4-м и 1 эпизод в 5-м сезоне       |
| 2004—2010 | Остаться в живых                    | Lost                           | Джастин                   | 2 эпизода в 6-м сезоне                       |
| 2005—2017 | Кости                               | Bones                          | Купер Блэкторн            | эпизод: High Treason in the Holiday Season   |
| 2009—2023 | Морская полиция: Лос-Анжделес       | NCIS: Los Angeles              | Нельсон Шабаз             | эпизод: Hand-to-Hand                         |
| 2009—2016 | Касл                                | Castle                         | Антон Уэйд                | эпизод: Suicide Squeeze                      |
| 2010—2015 | Копы-новобранцы                     | Rookie Blue                    | Расс                      | 3 эпизода в 6-м сезоне                       |
| 2012—2016 | Красавица и чудовище                | Beauty and the Beast           | Доус                      | 2 эпизода в 4-м сезоне                       |
| 2012      | Дерзкий Лос-Анжделес                | The L.A. Complex               | Дайнасти                  | Второстепенная роль                          |
| 2013—2020 | Агенты Щ.И.Т.                       | Agents of S.H.I.E.L.D.         | агент Барбор              | эпизод: Turn, Turn, Turn                     |
| 2013—2014 | Надломленные                        | Cracked                        | Лео Бекетт                | Одна из главных ролей                        |
| 2015—н.в. | Медики Чикаго                       | Chicago Med                    | Дориан Харвелл            | эпизод: End of the Day, Anything Can Happen  |
| 2016—2021 | Частные сыщики                      | Private Eyes                   | Бен Риггс                 | эпизод: A Star Is Torn                       |
| 2016—2018 | Стартап                             | StartUp                        | офицер Джулс              | 4 эпизода в 2-м и 1 эпизод в 3-м сезоне      |
| 2016—2022 | По волчьим законам                  | Animal Kingdom                 | детектив Френч            | эпизод: The Killing                          |
| 2016—2017 | Мыслить как преступник: За границей | Criminal Minds: Beyond Borders | Пол Нтомби                | эпизод: Iqiniso                              |
| 2017—2023 | Работающие мамы                     | Working Moms                   | Мэл Бойд                  | Гостевая роль с 3-го по 7-й сезон            |
| 2018—н.в. | Новичок                             | The Rookie                     | Джонатан Риланд           | эпизод: Fallout                              |
| 2018      | Бессоница                           | Insomnia                       | Фил                       | 4 эпизода                                    |
| 2019—2024 | Боб любит Абишолу                   | Bob Hearts Abishola            | Тайо                      | Гостевая роль с 2-го по 5-й сезон            |
| 2020      | Правило Коми                        | The Comey Rule                 | Шон                       | 2 эпизода                                    |
| 2020      | Лига октября                        | October Faction                | Моше                      | Второстепенная роль                          |